# Willem II van Nassau-Dillenburg
Willem II Prins van Nassau-Dillenburg (Dillenburg, 28 augustus 1670 -Dillenburg, 21 september 1724) was van 1701 tot aan zijn dood in 1724 vorst van Nassau-Dillenburg.

## Leven
Hij was een zoon van Hendrik van Nassau-Dillenburg en van Dorothea Elisabeth van Silezië-Liegnitz. Willem maakte vanaf 1694 zijn grand tour door Duitsland, Nederland, Engeland, Zweden en Denemarken en Italië. Hij volgde zijn vader in 1701 op als vorst van Nassau-Dillenburg. Zijn oudste broer was eerder overleden dan zijn vader. 
Na het kinderloos overlijden van Frans Alexander van Nassau-Hadamar in 1711 werd het graafschap Nassau-Hadamar aan hem en zijn verwanten uit de tak Nassau-Siegen Willem Hyacinth en Frederik Willem Adolf en aan Johan Willem Friso van Nassau-Dietz toegewezen. Het zou tot 1717 duren alvorens men het eens was over de verdeling. Hij kreeg het ambt Mengerskirchen en de kerspelen Lahr en Frickhoven. 
Willem II was sinds 1709 ridder in de Huisridderorde van Sint-Hubertus en vanaf 1712 ridder in de Orde van de Zwarte Adelaar.
Doordat hij zijn zoon Hendrik had overleefd en verder geen wettige mannelijke opvolger naliet, werd hij opgevolgd door zijn broer Christiaan. Willem werd op 9 november 1724 bijgezet in de grafkelder in de Evangelische Stadskerk in Dillenburg.

## Huwelijk en kinderen
Willem huwde in 1699 met Dorothea Johanna van Holstein-Sonderburg (1676-1727), en werd de vader van:
- Hendrik August Willem (1700-1718)
- Elisabeth Charlotte (1703-1720).

Het familiegraf bevindt zich in de Evangelische Stadskerk van Dillenburg.